# Summer Delicacy
『Summer Delicacy』（サマー・デリカシー）は、河合奈保子の8作目のオリジナル・アルバムである。1984年6月1日に日本コロムビアからリリースされた。規格品番はLP：AF-7285、CT：CAR-1289、CD：35C31-7187。

## 概要・背景
河合のデビュー5周年を記念して、3か月に1枚というハイペースでのアルバムリリースが企画されたが、本作はその第1弾で、LP発売時の帯には ″奈保子5周年・メモリアルアルバム=VOL・1″ の記載がある。この企画は翌1985年3月発売の『STARDUST GARDEN -千・年・庭・園-』まで4作続くこととなる。なお、4枚のアルバムの中でシングル曲が収録されているのは本作のみである。ジャケット写真は、河合自身が海外で最も好きな場所だというオーストラリアで撮影された。
Side Aの作曲は全曲八神純子が手掛けている。スタッフサイドは以前から、音域が広く歌唱力が必要とされる八神の曲を河合に歌わせたいと考えており、その時機を窺っていたが本作で漸く実現された。Side Bは来生たかおが全作曲を手掛けている。当時河合は来生のコンサートに何度か足を運び、そのソフトな歌の世界に魅かれたといい、本人の希望による起用でもある。
Side Aの作詞は八神純子、売野雅勇、三浦徳子の三人が、Side Bは全曲来生えつこが手掛けている。編曲はSide Aの1、2、5曲目が鷺巣詩郎、それ以外は大村雅朗が手掛けている。
本作と同時に17枚目のシングル「コントロール」が発売されているが本作には収録されておらず、八神純子のカバーであるB面曲「夏の日の恋」と前年末に発売された15枚目のシングル「疑問符」が収録されている。A面1曲目の「太陽の下のストレンジャー」では、作曲を手掛けた八神の夫であるジョン・スタンレーが間奏でラップを披露している。B面5曲目の「涼しい影」は作曲者である来生たかおのアルバム『Ordinary』収録曲のカバー。
発売当初、アナログレコード・カセットテープは ″COLUMBIA″ レーベルで、CDは ″DENON″ レーベルで発売されたが、CDも1989年以降の再発盤では ″COLUMBIA″ レーベルに変更されている。
2007年12月19日に発売されたオリジナル・アルバム・ボックス『NAOKO PREMIUM』ではDISC 8に収録された。
2022年11月23日には、レコーディング・エンジニアの内沼映二が監修し、マスタリングが施されたSACDハイブリッド盤が発売された。

## 収録曲

### LP / CT
| 全作曲: 八神純子。 |                              |          |            |          |      |
| #                  | タイトル                     | 作詞     | 作曲・編曲 | 編曲     | 時間 |
| 1.                 | 「太陽の下のストレンジャー」 | 売野雅勇 | 八神純子   | 鷺巣詩郎 | 3:10 |
| 2.                 | 「街角」                     | 八神純子 | 八神純子   | 鷺巣詩郎 | 3:38 |
| 3.                 | 「夏の日の恋」               | 三浦徳子 | 八神純子   | 大村雅朗 | 3:40 |
| 4.                 | 「My Boy」                   | 八神純子 | 八神純子   | 大村雅朗 | 4:31 |
| 5.                 | 「幻の夏」                   | 売野雅勇 | 八神純子   | 鷺巣詩郎 | 3:22 |

| 全作詞: 来生えつこ、全作曲: 来生たかお、全編曲: 大村雅朗。 |                        |            |            |      |
| #                                                          | タイトル               | 作詞       | 作曲・編曲 | 時間 |
| 1.                                                         | 「メビウスのためいき」 | 来生えつこ | 来生たかお | 4:01 |
| 2.                                                         | 「気をつけて夏」       | 来生えつこ | 来生たかお | 4:43 |
| 3.                                                         | 「潮風の約束」         | 来生えつこ | 来生たかお | 4:20 |
| 4.                                                         | 「疑問符」             | 来生えつこ | 来生たかお | 4:21 |
| 5.                                                         | 「涼しい影」           | 来生えつこ | 来生たかお | 4:56 |

### CD
| 全作曲: 八神純子（1～5）、来生たかお（6～10）。 |                              |            |                                       |          |      |
| #                                               | タイトル                     | 作詞       | 作曲・編曲                            | 編曲     | 時間 |
| 1.                                              | 「太陽の下のストレンジャー」 | 売野雅勇   | 八神純子（1～5）、来生たかお（6～10） | 鷺巣詩郎 | 3:10 |
| 2.                                              | 「街角」                     | 八神純子   | 八神純子（1～5）、来生たかお（6～10） | 鷺巣詩郎 | 3:38 |
| 3.                                              | 「夏の日の恋」               | 三浦徳子   | 八神純子（1～5）、来生たかお（6～10） | 大村雅朗 | 3:40 |
| 4.                                              | 「My Boy」                   | 八神純子   | 八神純子（1～5）、来生たかお（6～10） | 大村雅朗 | 4:31 |
| 5.                                              | 「幻の夏」                   | 売野雅勇   | 八神純子（1～5）、来生たかお（6～10） | 鷺巣詩郎 | 3:22 |
| 6.                                              | 「メビウスのためいき」       | 来生えつこ | 八神純子（1～5）、来生たかお（6～10） | 大村雅朗 | 4:01 |
| 7.                                              | 「気をつけて夏」             | 来生えつこ | 八神純子（1～5）、来生たかお（6～10） | 大村雅朗 | 4:43 |
| 8.                                              | 「潮風の約束」               | 来生えつこ | 八神純子（1～5）、来生たかお（6～10） | 大村雅朗 | 4:20 |
| 9.                                              | 「疑問符」                   | 来生えつこ | 八神純子（1～5）、来生たかお（6～10） | 大村雅朗 | 4:21 |
| 10.                                             | 「涼しい影」                 | 来生えつこ | 八神純子（1～5）、来生たかお（6～10） | 大村雅朗 | 4:56 |
| 合計時間:                                       | 合計時間:                    | 合計時間:  | 合計時間:                             | 39:54    |      |

## 参加ミュージシャン
| 太陽の下のストレンジャー - Keyboards：富樫春生 - Bass：伊藤広規 - Drums：島村英二 - Electric Guitar：松原正樹 - Percussion：斉藤ノヴ - Synthesizer：鷺巣詩郎 - Strings：JOEストリングス - Rap：John Stanley - Backing Vocals：イヴ 街角 - Keyboards：佐藤準 - Bass：伊藤広規 - Drums：岡本郭男 - Electric Guitar：松原正樹 - Percussion：斉藤ノヴ - Synthesizer：鷺巣詩郎 - Strings：JOEストリングス - Backing Vocals：イヴ 夏の日の恋 - Keyboards：山田秀俊 - Bass：伊藤広規 - Drums：林立夫 - Electric Guitar：松原正樹 - Percussion：ペッカー - Synthesizer：松武秀樹 - Backing Vocals：山川恵津子、比山清、木戸やすひろ My Boy - Keyboards：大村雅朗 - Synthesizer：松武秀樹 - Electric Guitar：松原正樹 - Backing Vocals：山川恵津子、比山清、木戸やすひろ 幻の夏 - Synthesizer：鷺巣詩郎 - Saxophone：ジェイク・コンセプション - Backing Vocals：山川恵津子、比山清、木戸やすひろ メビウスのためいき - Keyboards：奥慶一 - Bass：美久月千晴 - Electric Guitar：松原正樹 - Percussion：ペッカー - Synthesizer：松武秀樹 - Strings：JOEストリングス - Backing Vocals：山川恵津子、比山清、木戸やすひろ | 気をつけて夏 - Keyboards：山田秀俊 - Drums：島村英二 - Bass：富倉安生 - Acoustic Guitar：青山徹 - Electric Guitar：松原正樹 - Synthesizer：松武秀樹 - Strings：JOEストリングス - Backing Vocals：山川恵津子、比山清、木戸やすひろ 潮風の約束 - Keyboards：山田秀俊 - Drums：島村英二 - Bass：富倉安生 - Acoustic Guitar：吉川忠英 - Electric Guitar：松原正樹 - Synthesizer：松武秀樹 - Clarinet ：ジェイク・コンセプション - Backing Vocals：山川恵津子、比山清、木戸やすひろ 疑問符 - Keyboards：山田秀俊 - Drums：滝本秀延 - Bass：富倉安生 - Acoustic Guitar：吉川忠英 - Electric Guitar：松原正樹 - Synthesizer：松武秀樹 - Percussion：斉藤ノヴ - Harp：山川恵子 - Backing Vocals：小出博志、東郷昌和、尾形道子 涼しい影 - Keyboards, Backing Vocals：山田秀俊 - Drums：林立夫 - Bass：伊藤広規 - Electric Guitar：松原正樹 - Synthesizer：松武秀樹 - Percussion：ペッカー - Oboe：石橋雅一 - Strings：JOEストリングス |

## 発売履歴
| 発売日         | レーベル                           | 規格       | 規格品番   | 備考                                 |
| -------------- | ---------------------------------- | ---------- | ---------- | ------------------------------------ |
| 1984年6月1日   | 日本コロムビア                     | LPレコード | AF-7285    |                                      |
| 1984年6月1日   | 日本コロムビア                     | カセット   | CAR-1289   |                                      |
| 1984年7月21日  | DENON                              | CD         | 35C31-7187 |                                      |
| 1996年8月21日  | 日本コロムビア                     | CD         | COCA-13672 | Q盤                                  |
| 2008年12月18日 | 日本コロムビア                     | CD-R       | CORR-10150 | オンデマンドCD                       |
| 2019年12月25日 | Tower to the People/日本コロムビア | CD         | TWCP-120   | タワーレコード限定・紙ジャケット     |
| 2022年11月23日 | Tower to the People/日本コロムビア | SACD       | TWSA-1132  | タワーレコード限定・SACDハイブリッド |

## 参考資料
- 河合奈保子『NAOKO PREMIUM』（CD-BOX・ブックレット（解説:土屋信太郎））日本コロムビア、2007年12月19日。COCP-34705。